# Kot pustynny
Kot pustynny, kot arabski (Felis margarita) – gatunek drapieżnego ssaka z podrodziny kotów (Felinae) w obrębie rodziny kotowatych (Felidae). Został po raz pierwszy opisany w 1858 roku przez uczestnika francuskiej wyprawy w głąb Sahary. Łacińska nazwa gatunkowa została nadana na cześć komendanta Margueritte’a, dowódcy ekspedycji.

## Taksonomia
Gatunek po raz pierwszy zgodnie z zasadami nazewnictwa binominalnego opisał w 1858 roku francuski zoolog Victor Loche nadając mu nazwę Felis margarita. Holotyp pochodził z Sahary, w Algierii.
Tradycyjnie rozpoznawane są od czterech do sześciu podgatunków, ale niedawne analizy morfologiczne i genetyczne zredukowały tę liczbę. Na podstawie tych badań autorzy Illustrated Checklist of the Mammals of the World rozpoznają dwa podgatunki.

### Etymologia
- Felis: łac. feles lub felis „kot”[20].
- margarita: gen. Jean Auguste Margueritte (1823–1870), Armée de terre[21].
- thinobia: gr. θις this, θινος thinos „piasek, pustynia”[22]; βιος bios „życie”, od βιοω bioō „żyć”[23].

## Zasięg występowania
Kot pustynny występuje w Afryce i Azji zamieszkując w zależności od podgatunku:
- F. margarita margarita – Sahara.
- F. margarita thinobia – kot piaskowy[14] – południowo-zachodnia Azja i Półwysep Arabski.

## Morfologia
Długość ciała (bez ogona) 39–52 cm, długość ogona 23,2–31 cm; masa ciała 1,35–3,4 kg. Kot pustynny jest wielkością zbliżony do kota domowego. Średniej długości futro o kolorze piaskowożółtym na piersi i spodzie zawsze białe. Na futrze słabe, szarobrązowe pręgowanie. Na nogach i ogonie pręgi wyraźniejsze. Kończyny krótkie, pomiędzy poduszeczkami stóp długie, ciemne włosy chroniące przed gorącym piaskiem. Głowa bardziej płaska niż u kota domowego. Na bokach głowy bokobrody. Charakterystyczną cechą kota arabskiego są duże uszy. Jama bębenkowa i gruba pusta w środku kość w tylno-dolnej części czaszki, otaczająca ucho środkowe i ucho wewnętrzne są relatywnie większe niż u innych przedstawicieli kotowatych.

### Tryb życia

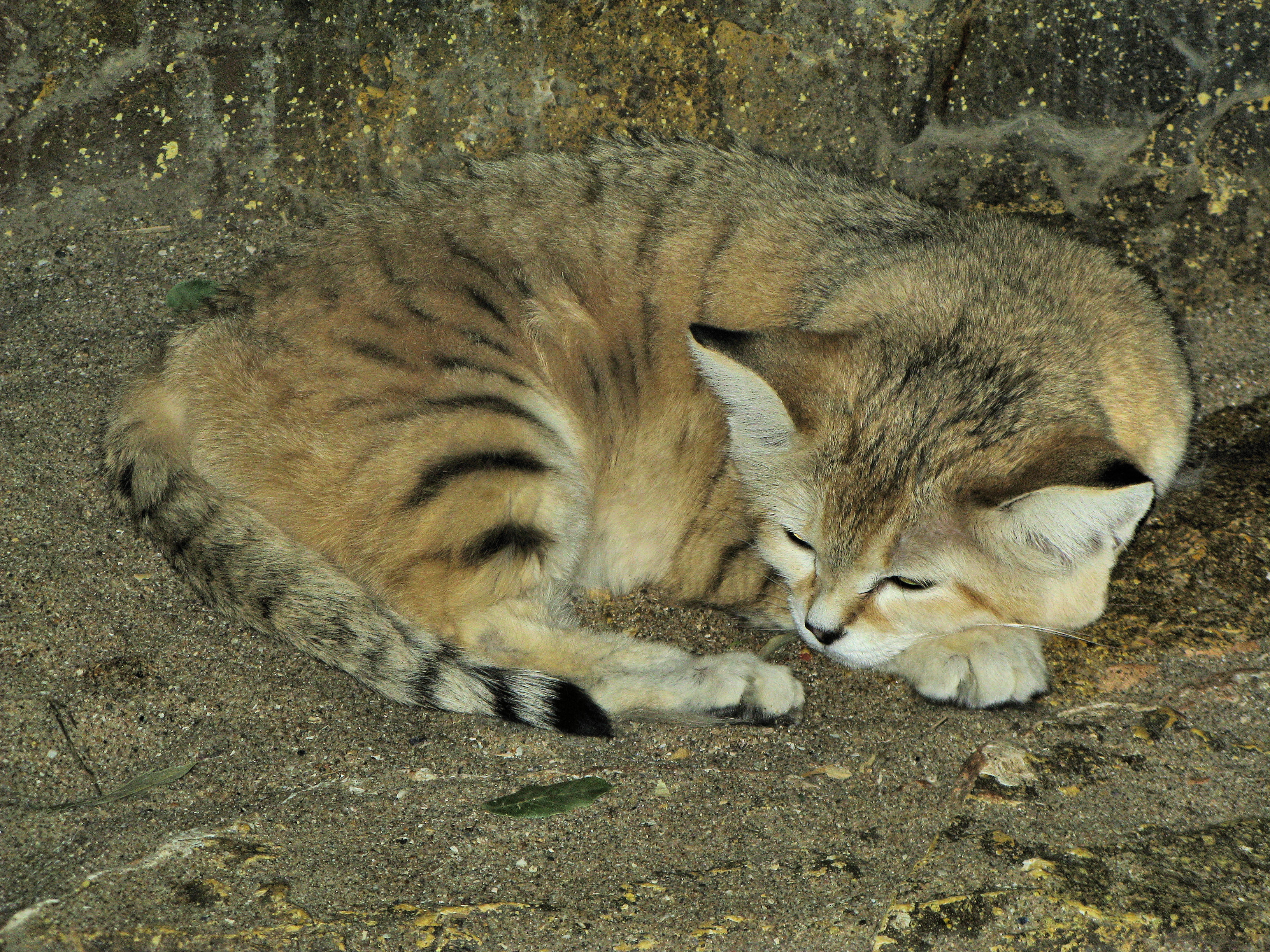
Śpiący kot arabski w Bristol Zoo, w Anglii.

Kot pustynny zamieszkuje głównie pustynie, spotykany również na równinach ubogich w roślinność i skalistych dolinach. Kot pustynny prowadzi samotny i nocny tryb życia, chociaż podgatunek występujący w Pakistanie w okresie zimowym jest aktywny o zmierzchu i świcie. Dzień spędza w wykopanej przez siebie norze gdzie chroni się przed słońcem. Jest bardzo odporny na ekstremalne temperatury jakie występują na pustyniach. Areał osobniczy samca jak i samicy wynosi około 16 km². Czasami wędrują na odległość 8–10 km. Z powodu skrytego trybu życia zwyczaje tego kota słabo poznane. Okres rozrodczy zależny jest od rejonu występowania. Na Saharze trwa od stycznia do kwietnia, w Turkmenistanie w kwietniu, natomiast w Pakistanie od września do października. U okazów trzymanych w niewoli samce w tym okresie znakują teren moczem. Ciąża u samic trwa 59–63 dni. Po tym okresie na świat przychodzi 1–8 kociąt (najczęściej 4–5). Chociaż dojrzałość płciową uzyskują pomiędzy 9 a 14 miesiącem życia, względnie niezależne są już po 6–8 miesiącach.
Kot pustynny jest głównie mięsożerny. Poluje głównie na myszoskoczki, norniki, zające, pająki, jaszczurki, ptaki, owady oraz żmije. Jeśli w otoczeniu nie są dostępne źródła wody, zadowala się wilgocią z ciał upolowanej zdobyczy.

## Znaczenie
Do wrogów kota arabskiego zaliczają się węże, sowy i szakale. U kota arabskiego stwierdzono występowanie toksoplazmozy.

## Zagrożenie i ochrona
W Czerwonej księdze gatunków zagrożonych Międzynarodowej Unii Ochrony Przyrody został zaliczony do kategorii NT (podwyższonego ryzyka). Głównym zagrożeniem dla tego gatunku jest degradacja siedlisk poprzez urbanizację oraz wypas zwierząt gospodarskich. Innymi zagrożeniami są konkurencja ze strony domowych psów i kotów. Są zabijane również w pułapkach zastawianych na lisy i szakale, jak również w odwecie za zabijanie kurcząt. Polowanie na ten gatunek jest zabronione w kilku krajach. Kot ten jest również nielegalnie kupowany i hodowany jako zwierzę domowe.

## Kot arabski w kulturze

### Religia
Niektóre plemiona Beduinów uważają kota pustynnego za zwierzę święte, z tego gatunku wywodziła się bowiem Muezza, towarzyszka proroka Mahometa.